# Саранск I
Сара́нск I — железнодорожная станция Пензенского региона Куйбышевской железной дороги, центральная пассажирская станция города Саранска, соединяет главные ходы Горьковской и Куйбышевской железных дорог.

## История

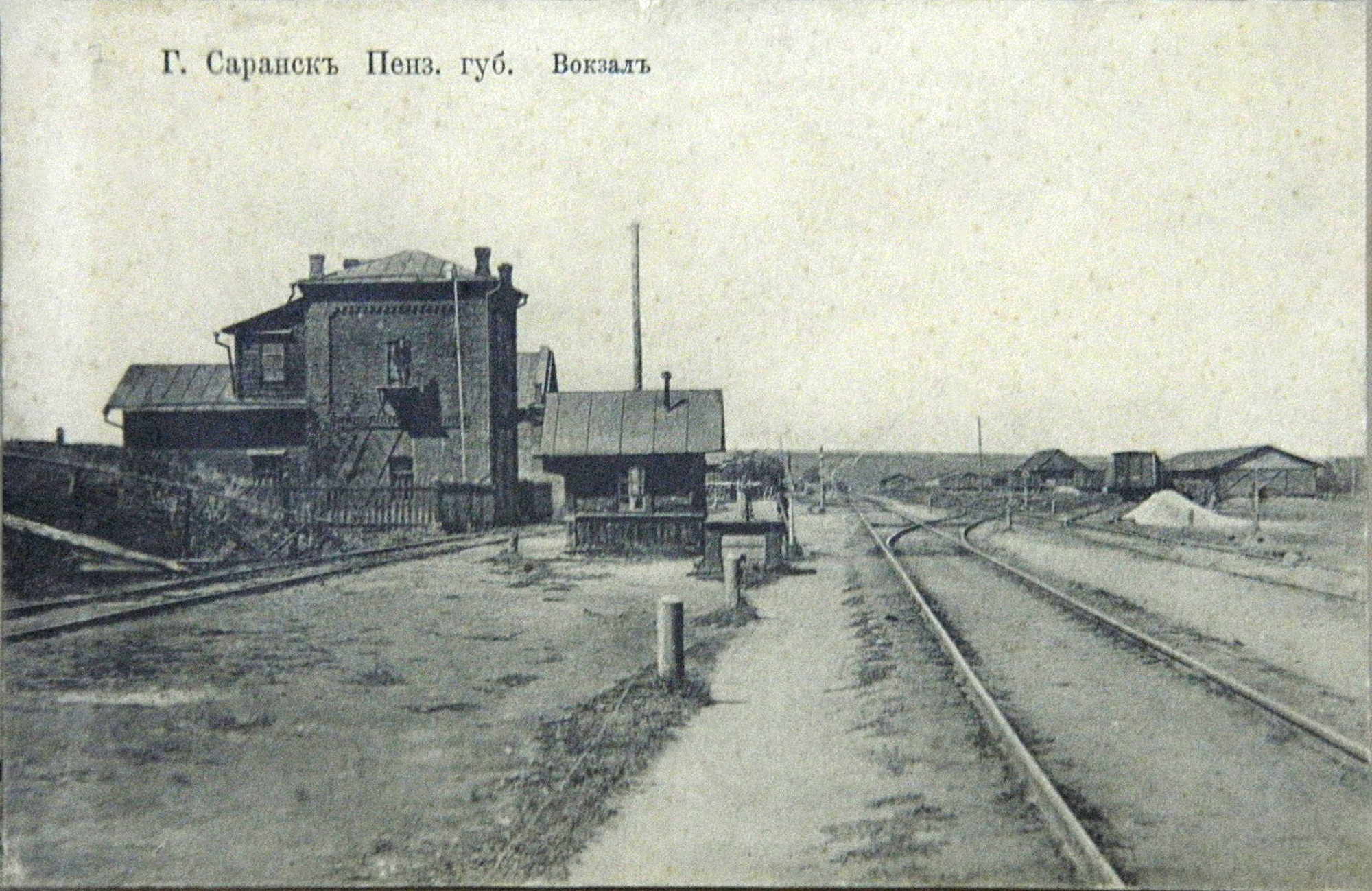
Первый вокзал, построенный в 1893 году

Железнодорожное сообщение между Саранском и Москвой существует с 1900 года. Первое здание саранского железнодорожного вокзала было построено в 1893 году с началом движения железнодорожных составов через саранскую станцию. В первой половине 1940-х годов здание вокзала и привокзальная площадь были реконструированы: привокзальные территории были увеличены, а на месте старого сооружения было построено новое здание, выполненное в духе советского конструктивизма.
В начале 2000-х годов было принято решение снести старое здание железнодорожного вокзала и воздвигнуть новый железнодорожный терминал, который был введён в эксплуатацию в 2009 году.
В 2017 году, в рамках подготовки железнодорожной инфраструктуры к проведению чемпионата мира по футболу 2018, вокзальный комплекс прошёл модернизацию. Проведена реконструкция посадочных платформ, пешеходного моста. Построен новый досмотровый павильон.

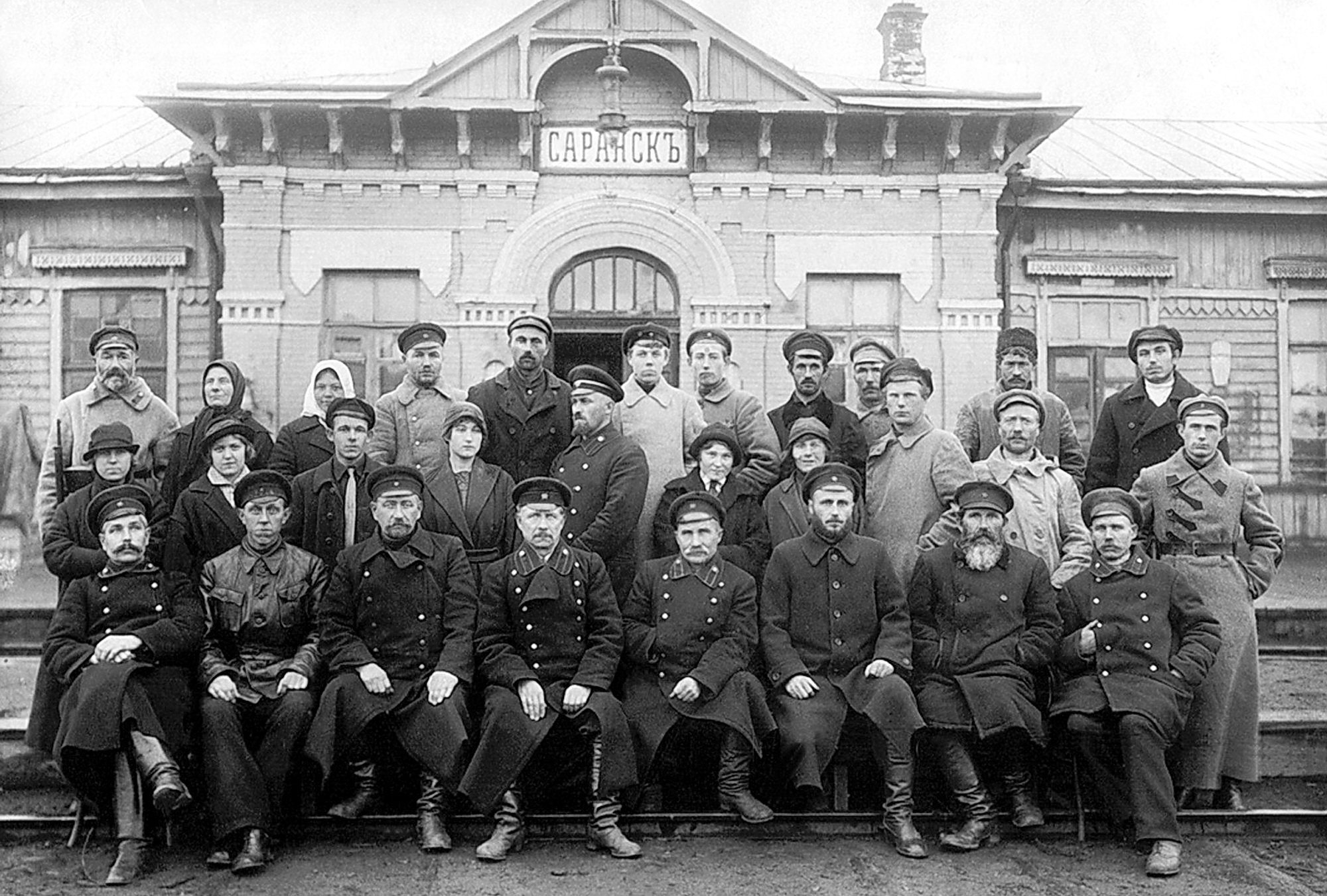
Железнодорожники на фоне первого железнодорожного вокзала, 1919 г.

## Техническая информация
По объёму выполняемой работы станция Саранск I относится ко второму классу, по характеру выполняемой работы является пассажирской. Путевое развитие станции включает 8 путей: два главных (№№ 1, 2), два приёмо-отправочных (№№ 3, 5), один сортировочно-отправочный (№ 6), два сортировочных (№№ 7, 8) и один погрузочно-выгрузочный (№ 9). Электрифицированы только главные и приёмо-отправочные пути. Ось станции 25 км+944 м. На станции располагаются ПТО, производственный участок ЭЧК и грузовая площадка. В горловинах станции находятся охраняемые переезды 25 км и 27 км. Допустимая скорость движения пассажирских поездов по станции 108 км/ч; грузовых поездов 80 км/ч. Комплексный контроль за техническим состоянием путей на станции осуществляет Рузаевская дистанция пути ПЧ-20. Контроль за техническим обслуживанием и ремонтом устройств автоматики и телемеханики осуществляет Рузаевская дистанция сигнализации, централизации и блокировки ШЧ-2. Техническое и хозяйственное обслуживание тяговых подстанций и контактной сети обеспечивает Рузаевская дистанция электроснабжения ЭЧ-3. Устройства железнодорожной связи обслуживает Пензенский региональный центр связи РЦС-1. Центр организации работы станции ДЦС-1 Пенза.
Станция включена в диспетчерскую централизацию участка Пенза — Красный Узел ДЦ системы «Юг». Станция находится на автономном управлении, на пульте ДНЦ только контроль стрелок и стрелочных секций. Светофоры могут переводиться на автодействие.

### Границы станции
Границами станции являются:
- В нечётном направлении:

Со стороны станции Саранск II: по I главному пути маршрутный светофор литера «НМ1Г», по II главному пути маршрутный светофор литера «НМ2Г».
- В чётном направлении:

Со стороны станции Ялга: по I главному пути дополнительный входной светофор литера «ЧД», по II главному пути входной светофор литера «Ч».

### Прилегающие к станции перегоны
- В нечётном направлении:

Саранск — Ялга — двухпутный. 
 По I главному пути односторонняя трёхзначная автоблокировка для движения пассажирских и грузовых поездов нечетного направления.
 По II главному пути односторонняя трёхзначная автоблокировка для движения пассажирских и грузовых поездов четного направления.
Перегон оборудован устройствами для движения поездов по неправильному пути по сигналам АЛСН.
- В чётном направлении:

Саранск — Саранск II — двухпутный. 
 По I главному пути двусторонняя трёхзначная автоблокировка без проходных светофоров для движения пассажирских и грузовых поездов обоих направлений.
Движение по пути осуществляется по правилам для однопутных перегонов.
 По II главному пути двусторонняя трёхзначная автоблокировка без проходных светофоров для движения пассажирских и грузовых поездов обоих направлений. 
Движение по пути осуществляется по правилам для однопутных перегонов.

## Направления
Через Саранск I ежедневно проходит более десятка поездов, следующих в самых разных направлениях: в Москву, Санкт-Петербург, Самару, Адлер, Воркуту.
По графику 2021 года через станцию курсируют следующие поезда дальнего следования:

### Круглогодичное движение поездов
| № поезда      | Маршрут движения               | № поезда      | Маршрут движения               |
| ------------- | ------------------------------ | ------------- | ------------------------------ |
| 41 «Мордовия» | Саранск — Москва               | 42 «Мордовия» | Москва — Саранск               |
| 75            | Омск — Симферополь             | 76            | Симферополь — Омск             |
| 115           | Томск — Адлер                  | 116           | Адлер — Томск                  |
| 119           | Саранск — Москва               | 120           | Москва — Саранск               |
| 139           | Барнаул — Адлер                | 140           | Адлер — Барнаул                |
| 309           | Воркута — Адлер                | 310           | Адлер — Воркута                |
| 311           | Воркута — Новороссийск         | 312           | Новороссийск — Воркута         |
| 335           | Екатеринбург — Новороссийск    | 336           | Новороссийск — Екатеринбург    |
| 337           | Санкт-Петербург — Самара       | 338           | Самара — Санкт-Петербург       |
| 339           | Нижний Новгород — Новороссийск | 340           | Новороссийск — Нижний Новгород |
| 347           | Санкт-Петербург — Уфа          | 348           | Уфа — Санкт-Петербург          |
| 375           | Казань — Пенза                 | 376           | Пенза — Казань                 |
| 713 «Стриж»   | Санкт-Петербург — Самара       | 714 «Стриж»   | Самара — Санкт-Петербург       |

### Сезонное движение поездов
| № поезда | Маршрут движения                              | № поезда | Маршрут движения                              |
| -------- | --------------------------------------------- | -------- | --------------------------------------------- |
| 233      | Екатеринбург — Имеретинский курорт            | 234      | Имеретинский курорт — Екатеринбург            |
| 475      | Казань — Имеретинский курорт                  | 476      | Имеретинский курорт — Казань                  |
| 497      | Ижевск — Адлер                                | 498      | Адлер — Ижевск                                |
| 501      | Киров — Анапа                                 | 502      | Анапа — Киров                                 |
| 531      | Киров — Адлер                                 | 532      | Адлер — Киров                                 |
| 583      | Казань — Анапа                                | 584      | Анапа — Казань                                |
| 591      | Приобье — Пермь — Анапа                       | 592      | Анапа — Пермь — Приобье                       |
| 595      | Новый Уренгой — Тюмень — Екатеринбург — Анапа | 596      | Анапа — Екатеринбург — Тюмень — Новый Уренгой |

## Галерея
| - Вокзальная инфраструктура станции - Электровоз ЭП2К с поездом «Мордовия» на станции - Спецпоезд на станции - Электровоз ЧС7-271 на станции |

## Адрес вокзала
- 430000, Россия, Республика Мордовия, город Саранск, Вокзальная площадь, дом 7.

### Комментарии
1. ↑  Станция автономного управления: железнодорожная станция на участке диспетчерской централизации, управление которой осуществляет дежурный по станции под контролем поездного диспетчера